# Annulobalcis shimazui
Annulobalcis shimazui is een slakkensoort uit de familie van de Eulimidae. De wetenschappelijke naam van de soort is voor het eerst geldig gepubliceerd in 1965 door Habe.